# Schizonema
Genre
Schizonema est un genre de Diatomées de la famille des Naviculaceae.

## Liste d'espèces
Selon AlgaeBase (19 nov. 2011) :
- Schizonema domingense Kuntze
- Schizonema laciniatum Harv.
- Schizonema liebmannii Grunow
- Schizonema obtusum Greville

Selon World Register of Marine Species (19 nov. 2011) :
- Schizonema rutilans